# Вагнер, Хайнц Георг
Хайнц Гео́рг Ва́гнер (20 сентября 1928, Хоф, Бавария — 29 июля 2020, Гёттинген) — немецкий учёный в области химической физики, специалист в области горения.

## Биография
С 1971 года возглавлял Физико-химический институт Геттингенского университета, заведовал кафедрой «Химическая кинетика» и состоял членом Исполнительного комитета Института течения нефти им. Макса Планка в Геттингене. С 1988 года — Заместитель Председателя Попечительского совета Физико-Технического Бундесанстальта (PTB) Брауншвейг и Берлин и куратор Федерального института исследований и испытаний материалов (БАМ) в Берлине.
Много лет был вице-президентом Германского исследовательского фонда (DFG).

## Научные интересы
Внёс значительный вклад в изучение кинетики реакций газа и горения, особенно в отношении образования сажи. Исследовал процессы взрыва и детонации и способы действия разделительных колонн.

## Награды и звания
Почётный доктор Гейдельбергского университета.
DECHEMA медаль (1997).
Медаль Нюмы Мансона (1987)
В 1981 году избран членом Леопольдины. Также является членом Академии Европы и Геттингенской академии наук.